# Felix Batsy
Felix Franz Ferdinand Maria Batsy (* 30. Mai 1877 in Wien-Wieden; † 30. Jänner 1952 in Wien-Innere Stadt) war ein österreichischer Autor und Sammler erotischer Schriften und Kunst.

## Leben
Beruflich war Batsy von 1919 bis 1930 Bezirkshauptmann des Bezirkes Wiener Neustadt, ab 1931 von Bezirk Hietzing-Umgebung, während er privat Erotika, darunter solche mit enormem Seltenheitswert, sammelte. Viele Werke, beispielsweise das von Ruth von der Weide, konnten dank seiner Tätigkeit für die Nachwelt gerettet werden. Eine Sammlung Batsys ist als Nachlass in der heutigen Wienbibliothek im Rathaus, der früheren Wiener Stadt- und Landesbibliothek, erhalten und zugänglich. Über den Inhalt dieser Sammlung sind (laut Bibliothekskatalog) „Werke“ und Briefe enthalten, es gibt eine Autographenbox und einen Karton.
Batsy veröffentlichte auch selbst unter dem Anagramm Bixy Taelfs Erotisches: 
Ein Werk betitelt als „Die Wette“ (angeblich 1942 entstanden bzw. veröffentlicht) handelt von einer verlorenen Wette, die dazu führt, dass eine junge, sportliche Frau ihren Körper für zwei Stunden einem jungen Mann zur Verfügung stellen muss, der dies gekonnt ausnützt (mit leichten BDSM-Anklängen, etwa dem Peitschen mit Brennnesseln).

## Schriften
- Jungfrauen. Psychologische Novellen. Privatdruck, [Wien] 1942.
- Die Brautnacht. Nova editio maior. Privatdruck, [Wien] 1944.
- Sonette. Privatdruck, [Wien] 1945.
- Brautlehre. Eine Variante (Die Brautnacht Dritte Fassung). Privatdruck, [Wien] 1947.